# مقبرة عثنيئيل بن قناز
مقبرة عُثْنِيئِيلُ بْنُ قَنَازَ أو مقبرة عتنائيل بن قنز هي مقبرة تاريخيَّة مزعومة تقع في مدينة الخليل على مقرُبةٍ من المسجد الإبراهيمي، وهي عبارة عن مغارةٍ تحوي عشرة خشاخيش (غُرف دفن الموتى). يُشيرُ التقليد التُراثي اليهودي إلى أنَّ هذا المكان هو موضع دفن عثنيئيل بن قناز، وهو أحد الشخصيَّات الكتابيَّة المذكورة في سفر القُضاة، بينما تُشيرُ التقاليد الإسلاميَّة أنَّ المكان هو موضع دفن النبي إبراهيم.
لا تُشيرُ التناخ صراحةً إلى موقع قبر عثنيئيل بن قناز، لكن من المعلوم أنَّهُ كان الأخ الأصغر لِكالب بن يفنة، أحد أصحاب نبي الله موسى، وكان أحد أفراد الجماعة التي أقامها موسى، قبل الدخول إلى بلاد كنعان، لتقسيم أراضيها بين أسباط بني إسرائيل بحسب الرواية التوراتيَّة، فلمَّا سيطر هؤلاء عليها، كان نصيب كالب من القسمة مدينة حبرُون (الخليل القديمة)، لِذلك، يفترض اليهود أنَّ كالب المذكور دُفن في هذه المدينة بعد وفاته. يزعم بعض المستوطنين الإسرائيليين في الخليل أنَّ الأرض التي توجد بها المقبرة اشتراها بعض المُهاجرين اليهود خلال القرن التاسع عشر، وبحسب إحدى الكتابات اليهوديَّة العائدة لِتلك الفترة، فإنَّ المُستوطنين كانوا يقصدون هذا المكان لزيارة هذه المقبرة التي اعتبروها موضع دفن عثنيئيل بن قناز، والتبرُّك بِالقُبُور فيها. سيطر اليهود على هذا الموقع بعدما تكاثرت أعدادهم في فلسطين بعد تطبيق وعد بلفور وشُرُوعهم بِالهجرة إليها من أوروپَّا، ثُمَّ لم يلبثوا أن تخلُّو عنه بعد قيام ثورة البُراق سنة 1929م، التي كان من نتيجتها مُغادرة اليهود للخليل. لم يرجع اليهود إلى المدينة إلَّا عند احتلال إسرائيل للضفة الغربيَّة بُعيد انتصارها في حرب سنة 1967، فوقع هذا الموقع تحت السيطرة اليهوديَّة مُجددًا. وفي 15 كانون الثاني (يناير) 1997م، سلَّمت الحُكُومة الإسرائيليَّة الخليل لِمُنظمة التحرير الفلسطينيَّة بعدما أبرم الطرفان اتفاقًا قضى بإعادة انتشار القُوَّات الإسرائيليَّة في المدينة المذكورة، مما حال دون دُخُول الإسرائيليين إلى المقبرة. عادت إسرائيل وسيطرت على المنطقة بُعيد إطلاقها عمليَّة الدرع الواقي بِهدف القضاء على الانتفاضة الفلسطينية الثانية، مما سمح لِليهود بِالوُصُول إلى المقبرة وزيارتها عدَّة مرَّاتٍ في السنة، وخُصوصًا في الأعياد والمُناسبات اليهوديَّة، كذكرى خراب الهيكل وعيد العرش وعيد الفُصح.

## التهويد
قبل عام 1967، كان هُناك بيت تملكه عائلة زاهدة موجودٌ في بداية طريق بئر السبع في مدينة الخليل، حيثُ تبلغ مساحة البيت ما لا يزيد عن 130 مترًا مُربعًا، ويعود للعصر المملوكي، وهو مُكون من طابقين. سكنت عائلة الزرد (من العائلات المُهجرة من قرية الفالوجة عام 1948) الطابق العُلوي من المنزل، فيما بقيَ الطابق الأول مكانًا للدواب والأغنام، وهو على شكل مغارة صغيرة لا تصلح للعيش.
عندَما اجتاحت القوات الإسرائيلية مدينة الخليل عام 1967، اقتحمَ المستوطنون الإسرائيليون المنزل زاعمينَ أنَّ المغارة هي موقع تراثي يهودي، حيثُ نظفوا الطابق الأول وأضاؤوا فيه الشموع، ونصبوا لوحةٍ بالعبرية والعربية على جانب الشارع كُتب عليها (هذا قبر عتنائيل بن قنز)، ومنذ ذلك الوقت أصبح المستوطنون يترددون على المكان في الأعياد، ويقيمون ترانيمهم الخاصة، وكُل ذلك تحت حماية الجيش الإسرائيلي.
أكدَ الدكتور عدنان أبو تبانة، المُتخصص في تاريخ مدينة الخليل، «أن مدينة الخليل مدينة عربية إسلامية وليست يهودية، وأنَّ الأماكن التي يدعي المستوطنون اليهود أنها مواقع تراثية لهم وقبور وكنس، كلامٌ عارٍ عن الصحة لا أصل له وهو ادعاء مفترى، وذك أنَّ هذا القبر لا أصل له في التراث اليهودي، ولا يوجد أي مؤشرات تاريخية أنَّ هذا المكان سكنه من قبل أية عائلة يهودية، بل هذا البيت يبعد كثيرًا عن الحارة التي سكنها اليهود داخل مدينة الخليل في العصر العثماني، لذلك هذا القبر مُفترى وهو جزء من المخطط الاستيطاني اليهودي الذي يهدف إلى تهويد مدينة الخليل.»